# Univerzitní liga ledního hokeje 2025/2026
Sezóna 2025/2026 bude 6. sezónou Univerzitní ligy ledního hokeje. Titul z předchozí sezony podruhé za sebou úspěšně obhájil tým UK Kings Prague.

## Systém soutěže
Základní část Univerzitní ligy ledního hokeje probíhá od poloviny září do konce března, během níž se všechny týmy utkají dvakrát systémem každý s každým (doma a venku), a navíc se utkají s dvakrát (doma a venku) dvojicí geograficky nejbližších soupeřů, což znamená celkem 26 kol.[zdroj?] Detaily systému play-off budou upřesněny později.

## Kluby podle krajů

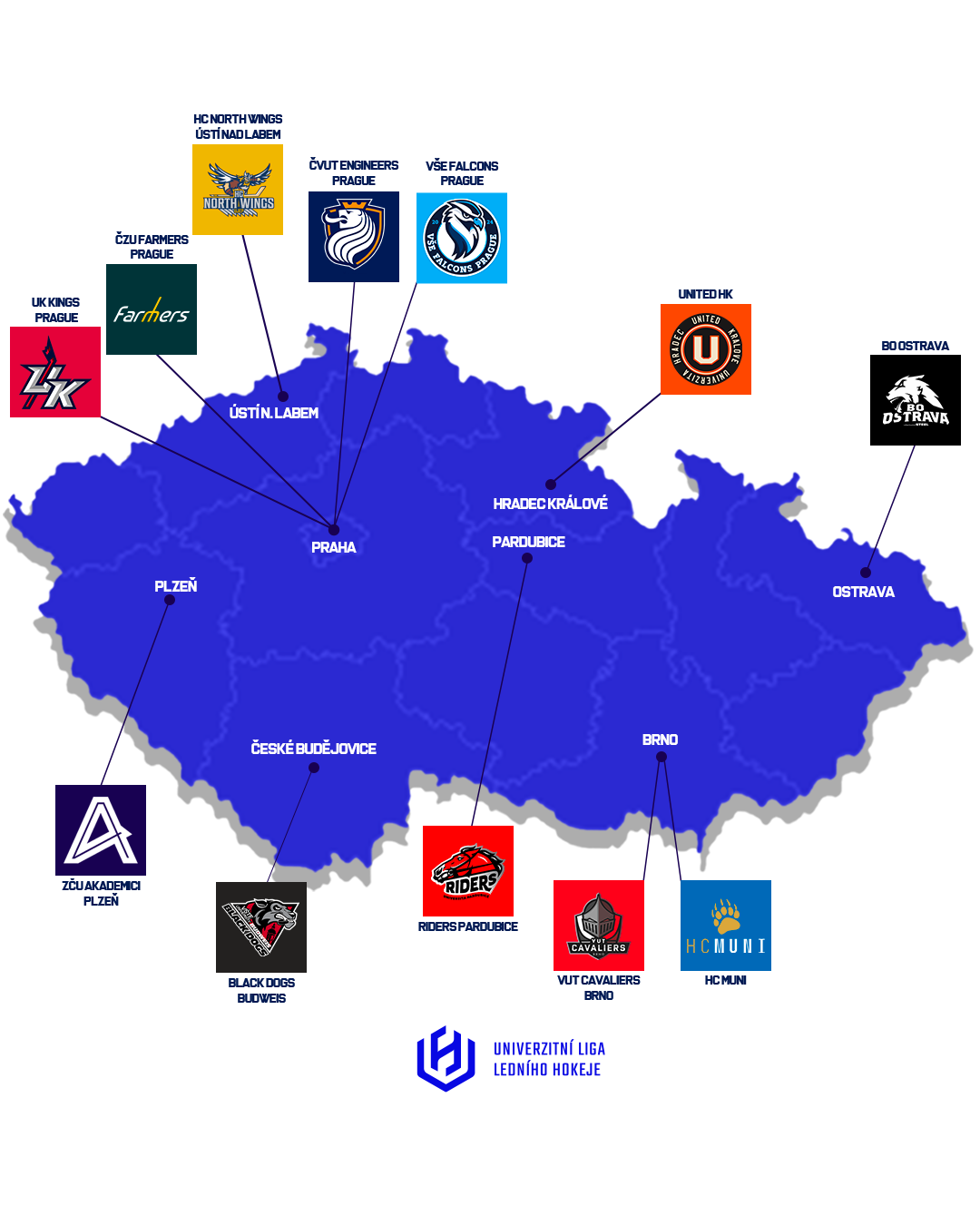
Oficiální mapa týmů ULLH 2025/2026

- Praha: ČVUT Engineers Prague, UK Kings Prague, VŠE Falcons Prague, ČZU Farmers Prague
- Jihočeský kraj: Black Dogs Budweis
- Plzeňský kraj: ZČU Akademici Plzeň
- Královéhradecký kraj: UNIted HK
- Pardubický kraj: Riders Univerzita Pardubice
- Ústecký kraj: HC North Wings
- Moravskoslezský kraj: BO OSTRAVA Vítkovice Steel
- Jihomoravský kraj: HC MUNI, VUT Cavaliers Brno

## Týmy
| Tým                         | Město            | Stadion                                    | Kapacita     |
| --------------------------- | ---------------- | ------------------------------------------ | ------------ |
| HC MUNI                     | Brno             | HHDM / Winning Group Arena                 | 500 / 7 700  |
| VUT Cavaliers Brno          | Kuřim            | ZS Kuřim                                   | 400          |
| UK Kings Prague             | Praha            | Škoda Icerink / SH Fortuna                 | — / 13 238   |
| ČVUT Engineers Prague       | Praha            | ZS Hvězda SH Fortuna                       | 800 / 13 238 |
| VŠE Falcons Prague          | Praha            | ICE Arena Kateřinky / SH Fortuna           | — / 13 238   |
| ČZU Farmers Prague          | Praha            | SH Fortuna                                 | 13 238       |
| ZČU Akademici Plzeň         | Plzeň            | LOGSPEED CZ Aréna                          | 7 700        |
| UNIted HK                   | Hradec Králové   | ČPP aréna                                  | 6 890        |
| Riders Univerzita Pardubice | Pardubice        | Enteria arena                              | 10 088       |
| HC North Wings              | Ústí nad Labem   | ZS Ústí nad Labem                          | 6 500        |
| BO OSTRAVA Vítkovice Steel  | Ostrava          | Multifunkční hala Ostrava / RT TORAX ARENA | 502 / 4 200  |
| Black Dogs Budweis          | České Budějovice | Hokejové Centrum Pouzar / Budvar aréna     | 300 / 6 421  |

Poznámky
1. ↑  V rámci Hokejového souboje univerzit, tedy zápase proti VUT odehraje MUNI svůj domácí zápas ve Winning Group Aréně.
2. 1 2 3  V rámci bitvy o Prahu budou hrát hokejisté Engineers, Falcons a UK svůj domácí zápas ve Sportovní hale Fortuna.
3. ↑   Vybrané domácí zápasy odehrají hokejisté ostravských univerzit v Porubské RT TORAX aréně.
4. ↑   V rámci derby proti hráčům hradeckých univerzit odehrají Black Dogs svůj domácí zápas v Budvar aréně.

## Tabulka základní části[zdroj?]
| Poř. | Tým                         | Z | V | VP | PP | P | VG | OG | B |
| ---- | --------------------------- | - | - | -- | -- | - | -- | -- | - |
| 1.   | Black Dogs Budweis          | 0 | 0 | 0  | 0  | 0 | 0  | 0  | 0 |
| 3.   | ČVUT Engineers Prague       | 0 | 0 | 0  | 0  | 0 | 0  | 0  | 0 |
| 3.   | UK Kings Prague             | 0 | 0 | 0  | 0  | 0 | 0  | 0  | 0 |
| 4.   | ZČU Akademici Plzeň         | 0 | 0 | 0  | 0  | 0 | 0  | 0  | 0 |
| 5.   | BO OSTRAVA Vítkovice Steel  | 0 | 0 | 0  | 0  | 0 | 0  | 0  | 0 |
| 6.   | VŠE Falcons Prague          | 0 | 0 | 0  | 0  | 0 | 0  | 0  | 0 |
| 7.   | UNIted HK                   | 0 | 0 | 0  | 0  | 0 | 0  | 0  | 0 |
| 8.   | VUT Cavaliers Brno          | 0 | 0 | 0  | 0  | 0 | 0  | 0  | 0 |
| 9.   | Riders Univerzita Pardubice | 0 | 0 | 0  | 0  | 0 | 0  | 0  | 0 |
| 10.  | HC MUNI                     | 0 | 0 | 0  | 0  | 0 | 0  | 0  | 0 |
| 11.  | ČZU Farmers Prague          | 0 | 0 | 0  | 0  | 0 | 0  | 0  | 0 |
| 12.  | HC North Wings              | 0 | 0 | 0  | 0  | 0 | 0  | 0  | 0 |

| Vysvětlivka                 |
| --------------------------- |
| Postup do čtvrtfinále       |
| Postup do předkola play-off |
| Konec sezóny pro daný tým   |

## Hráčské statistiky základní části

### Kanadské bodování
Zde bude pořadí hráčů podle dosažených bodů. Za jeden vstřelený gól nebo přihrávku na gól hráč získá jeden bod.

### Hodnocení brankářů
Zde bude pořadí nejlepších deseti brankářů.